# Sphaerodactylus zygaena
Sphaerodactylus zygaena är en ödleart som beskrevs av  Schwartz och THOMAS 1977. Sphaerodactylus zygaena ingår i släktet Sphaerodactylus och familjen geckoödlor. Inga underarter finns listade i Catalogue of Life.